# Giovan Carlo Iozzelli
Giovan Carlo Iozzelli, detto Giancarlo (Pistoia, 9 aprile 1929 – Pistoia, 28 novembre 2009), è stato un politico italiano, esponente della Democrazia Cristiana, deputato nella VII Legislatura della Circoscrizione Firenze-Pistoia.

## Giovinezza
Nato a Pistoia da una famiglia di origini contadine, che in seguito aprì un panificio, bar, trattoria nel popolare quartiere de Le Fornaci, il padre Gianni fu un convinto antifascista di convinzioni socialiste, per cui fu picchiato e purgato nel 1924; un cugino del padre, Vasco Iozzelli, divenne successivamente attivista del PCI. Egli, invece, intraprese un cammino assai intenso di formazione cattolica sull'esempio del canonico Leopoldo Antonini, parroco della chiesa dell'Immacolata. Laureatosi in Scienze Economiche e Commerciali a Firenze, avviò subito l'attività di commercialista, con studi a Pistoia e, in seguito, a Roma.

## Impegno associativo e politico
Negli anni cinquanta, militò nella gioventù di Azione Cattolica, per la quale svolse incarichi a livello diocesano. Fu in tale ambito che maturò la sua passione politica e la decisione di iscriversi alla Democrazia Cristiana. Ebbe numerosi mansioni all'interno della DC pistoiese, di cui divenne dirigente provinciale e segretario. Nel 1976, giunse la candidatura alla Camera dei deputati nella circoscrizione di Firenze-Pistoia; venne così eletto a Montecitorio, dove rimase per tre anni. All'interno della DC, si avvicinò alle posizioni di Giulio Andreotti, di cui divenne amico personale e uno dei consiglieri più fidati. Per anni, fu uno dei maggiori rappresentanti della corrente andreottiana a Pistoia e in Toscana.
Con lo scioglimento della DC, si ritirò dalla vita politica, per riaffarciarvisi nel 2001, quando aderì a Democrazia Europea e fu candidato per tale partito alle elezioni politiche di quell'anno, senza risultare eletto. In seguito, si fece promotore della lista civica di laici e cattolici "Pistoia Città d'Europa" per le elezioni comunali di Pistoia del 2002, a sostegno del candidato a sindaco del centrosinistra Renzo Berti; tale lista ottenne un lusinghiero 8,5%. Il figlio Luca, candidato in quelle stesse elezioni nella lista della Margherita, fu poi nominato vicesindaco di Pistoia.

## La passione per lo sport
Appassionato di sport sin dalla gioventù, fu dirigente della Pistoiese e grande amico dello storico presidente del club Marcello Melani; ricoprendo egli stesso la carica di presidente nella stagione 1962-1963. Negli ultimi anni, dedicò il suo interesse anche alla pallacanestro, seguendo le vicissitudini del Pistoia Basket 2000, società della quale il figlio Giulio è direttore tecnico.
Il 28 novembre 2009, proprio mentre stava uscendo dal Palazzetto dello Sport di Pistoia, dove si era recato per assistere gli allenamenti della Carmatic, fu travolto da un'auto e ridotto in fin di vita; trasportato d'urgenza all'Ospedale del Ceppo, morì nella nottata, all'età di 80 anni.

## Curiosità
- Nel 1967, consigliere provinciale della Democrazia Cristiana, fu uno dei promotori della "repubblica conciliare", ossia un'alleanza fra DC, PSU e PCI, da cui scaturì l'elezione del Presidente della Provincia di Pistoia Vincenzo Nardi (PSU), al governo con tale formula sino al 1969.
- Nel 1969, fece progettare dall'architetto Giovanni Michelucci la sua Villa di Pistoia, posta in località San Quirico.